# Dans la brume
Dans la brume és una pel·lícula de ciència-ficció francoquebequesa del director Daniel Roby, del 2018.

## Sinopsi
Una parella viu a París amb la seva filla, que pateix una malaltia incurable anomenada «la malaltia del peix vermell» que l'obliga a viure dins d'una bombolla de vidre gegant. Un dia, una boira que procedeix del subsol mata tothom qui troba al seu pas. Aquesta broma inunda tota la ciutat, la majoria dels supervivents es queden confinats als últims pisos dels edificis més alts. Dia a dia, intenten sobreviure malgrat la manca de vitualles, d'electricitat i d'informació. Aquesta parella fa tot el que pot per salvar llur filla, que s'ha quedat a dins de la bombolla envoltada per la boira.